# Red Ingle
Red Ingle (7 de noviembre de 1906 – 7 de septiembre de 1965) fue un músico, cantante, arreglista, dibujante y caricaturista estadounidense.

## Primeros años
Su verdadero nombre era Ernest Jansen Ingle, y nació en Toledo (Ohio). A los cinco años de edad estudió violín con Fritz Kreisler, un amigo de la familia. Sin embargo, a los 13 años se decantó por el saxofón, instrumento que a partir de entonces sería su preferido. A los 15 años ya tocaba de modo profesional con Al Amato, y al final de su adolescencia viajaba de manera constante con la Jean Goldkette Orchestra, junto a las futuras leyendas del jazz Bix Beiderbecke y Frankie Trumbauer. En 1931 se unió a Ted Weems, tras un período breve como líder de banda, y trabajó con Maurice Sherman. Su trabajo con Weems tuvo tal éxito que siguieron colaborando hasta la década de 1940. En la formación en que trabajaba cantaba un joven Perry Como.

## The City Slickers
A continuación pasó dos años de trabajo relacionado con la Segunda Guerra Mundial. Tras no poder entrar en la Fuerza Aérea por motivos visuales, volvió a la música formando parte del grupo Spike Jones & His City Slickers, en el cual se aprovechó su talento cómico y su estilo para los efectos vocales. Spike Jones empezó a utilizarle como líder, y su extravagante presencia ayudó a transformar la actuación de los City Slickers en algo mucho más visual que antes. 
Con la aportación de Ingle, la banda se convirtió de manera gradual en una completa organización escénica, llegando finalmente (tras la salida del músico) a finales de los años cuarenta e inicios de los cincuenta al enorme éxito de Musical Depreciation Revue.
Como ejemplo de su trabajo está su actuación en el film Bring on the Girls, donde interpretaba la canción de vodevil "Chloe." Una grabación de esta canción se mantuvo cuatro semanas entre los discos más vendidos. Ingle también fue vocalista de otros éxitos de City Slickers como "You Always Hurt the One You Love" y "Glow Worm," este último siendo parte de la banda sonora de la película Breakfast in Hollywood. 
Red Ingle también fue el caricaturista de la orquesta diseñando muchos de los retratos de Spike Jones usados, entre otras cosas, para fondos de escenarios y anuncios de prensa.

## The Natural Seven
Ingle dejó la orquesta en noviembre de 1946 por diferencias salariales. Trabajó en la radio y en Hollywood, y también en la opera ligera, hasta que hizo "Tim-Tay-Shun", una grabación parodia del entonces famoso éxito de Perry Como "Temptation", con la colaboración de Jo Stafford. El disco vendió tres millones de copias y, gracias a ello, Ingle decidió formar una nueva banda, Red Ingle and His Natural Seven. En este grupo estaban algunos antiguos componentes de los City Slickers, entre ellos Country Washburne, arreglista del tema "Tim-Tay-Shun". La banda tuvo varios éxitos más, incluyendo "Cigareetes, Whuskey, and Wild, Wild Women", "Them Durn Fool Things," y "'A', You're a Dopey Gal." A pesar del énfasis en el humor, la maestría musical de sus componentes era sobresaliente, con casos destacados como los de Les Paul, Tex Williams y el guitarrista Noel Boggs. El grupo grabó varios cortos de sus números antes de disolverse en 1952.

## Retiro de la música
Tras trabajar con Weems, Ingle se apartó algo de la música, cansado de las giras. Se reunió con Jo Stafford en uno de sus programas televisivos; en esa época el músico había perdido mucho peso y era apenas reconocible como el antiguo líder de los Natural Seven. Hubo una última reunión con Spike Jones, a fin de grabar un álbum titulado Persuasive Concussion. Sin embargo, el disco no llegó a completarse, pues Jones falleció en 1965. Red Ingle falleció ese mismo año, a causa de una hemorragia interna, en Santa Bárbara (California). 